# Captain Tsubasa (Anime)
Captain Tsubasa (jap.: キャ プテン翼 Kyaputen Tsubasa) ist eine japanische Anime-Fernsehserie aus dem Jahr 2018. Sie ist nach Die tollen Fußballstars (1983), Shin Captain Tsubasa (1989), Captain Tsubasa J (1994) und Super Kickers 2006 – Captain Tsubasa (2002) die fünfte Fernseh-Adaption der Mangaserie Captain Tsubasa von Yōichi Takahashi. Die Serie deckt inhaltlich etwa die ersten 25 Bände der Mangas ab, versetzt die Handlung jedoch in die späten 2010er Jahre.

## Inhalt
Der 11-jährige Tsubasa Oozora träumt davon, der beste Fußballspieler der Welt zu werden und die Weltmeisterschaft zu gewinnen. Seine Gedanken und Träume drehen sich fast ausschließlich um die Freude am Fußball. Um seinen Traum zu verwirklichen, zieht Tsubasa mit seiner Mutter nach Nankatsu. Dort trifft er nicht nur auf Rivalen, sondern auch auf Freunde wie den mutigen Ishizaki, die Cheerleaderin Sanae Nakazawa, den genialen Torwart Wakabayashi und Roberto Hongo, einen pensionierten brasilianischen Fußballspieler, der ihm hilft, seine Träume zu verwirklichen.

## Produktion und Veröffentlichung
Die Serie, bei der Toshiyuki Kato Regie führte, wurde von David Production produziert. Hauptautor war Atsuhiro Tomioka. Das Charakterdesign entwarf Hajime Watanabe und die künstlerische Leitung lag bei Takahiro Koyama. Die Animationsarbeiten leitete Hajime Watanabe und für die Kameraführung war Kazuhiro Yamada verantwortlich. Für den Ton war Yoshikazu Iwanami zuständig.
Der 52 Folgen umfassende Anime startete in Japan im Vorfeld der Fußball-Weltmeisterschaft 2018 am 2. April 2018 und wurde bis zum 1. April 2019 unter anderem von TV Tokyo ausgestrahlt. Am 7. Mai 2018 wurden die Serie bei Anime on Demand per Streaming in japanischer Originalfassung mit deutschen Untertiteln zur Verfügung gestellt. Vom 9. September bis 17. Oktober 2019 wurden die ersten 28 Episoden erstmals auf Deutsch im Nachmittagsprogramm von ProSieben Maxx ausgestrahlt. Die letzten 24 Episoden starteten am 15. Juni 2020 ebenfalls bei ProSieben Maxx. Ab dem 28. Januar 2021 veröffentlicht Kazé Deutschland die Serie in vier Volumes auf DVD und Blu-ray.
Die Serie wurde außerdem in vielen anderen Ländern im Fernsehen ausgestrahlt, so in den USA bei Primo TV, in Frankreich von La Trois, TF1 und TFX, auf Spanisch von Canal Uno, Cartoon Network L.A. und Televisa Canal 5, in Italien von Italia 1 und Boing, auf Arabisch von MBC 3 und auf Portugiesisch von Cartoon Network Brasil und Panda Biggs. Die meisten synchronisierten Fassungen erschienen auch auf Kaufmedien.

### Synchronisation
| Rolle              | Japanischer Sprecher (Seiyū) | deutscher Sprecher |
| ------------------ | ---------------------------- | ------------------ |
| Tsubasa Oozora     | Yūko Sanpei                  | Nico Sablik        |
| Kojirou Hyuuga     | Takuya Satō                  | Sebastian Schulz   |
| Genzou Wakabayashi | Kenichi Suzumura             | Imme Aldag         |
| Tarou Misaki       | Ayaka Fukuhara               | Konrad Bösherz     |
| Ryou Ishizaki      | Mutsumi Tamura               | David Turba        |
| Jun Misugi         | Sōma Saitō                   | Till Flechtner     |
| Hikaru Matsuyama   | Wataru Hatano                | Jannik Endemann    |
| Ken Wakashimszu    | Yūichirō Umehara             | Roman Wolko        |
| Sanae Nakazawa     | Sayuri Hara                  | Magdalena Turba    |
| Roberto Hongo      | Katsyuki Konishi             | Fabian Kluckert    |

### Musik
Die Musik der Serie komponierte Hayato Matsuo. Die beiden Vorspanne wurden unterlegt mit den Liedern Start Dash! und Kizudarake no Ai von Johnny’s West. Das Abspannlied ist Moete Hero (燃えてヒーロー), das von wechselnden Synchronsprechern der Protagonisten gesungen wird. Die beiden Vorspannlieder verkauften sich als Single je etwa 150.000 Mal und gehörten damit zu den bestverkauften Anime-Soundtrack-Singles in Japan.